# Zillis
Zillis (rätoromanisch Ziraun, italienisch früher Zirano) ist eine Ortschaft und eine ehemalige Gemeinde in der politischen Gemeinde Zillis-Reischen in der Region Viamala im schweizerischen Kanton Graubünden. 
Die Gemeinde fusionierte am 1. Januar 1875 mit der Gemeinde Reischen zur Gemeinde Zillis-Reischen.

## Geographie
Zillis ist ein Strassendorf am südlichen Ende der Viamalaschlucht östlich des Hinterrheins. Das (945 m) Dorf liegt am Westabhang des Curvér Pintg da Taspegn (2731 m) und gehört zum Schams. Zillis ist Zielort der Veia Traversina.

## Geschichte

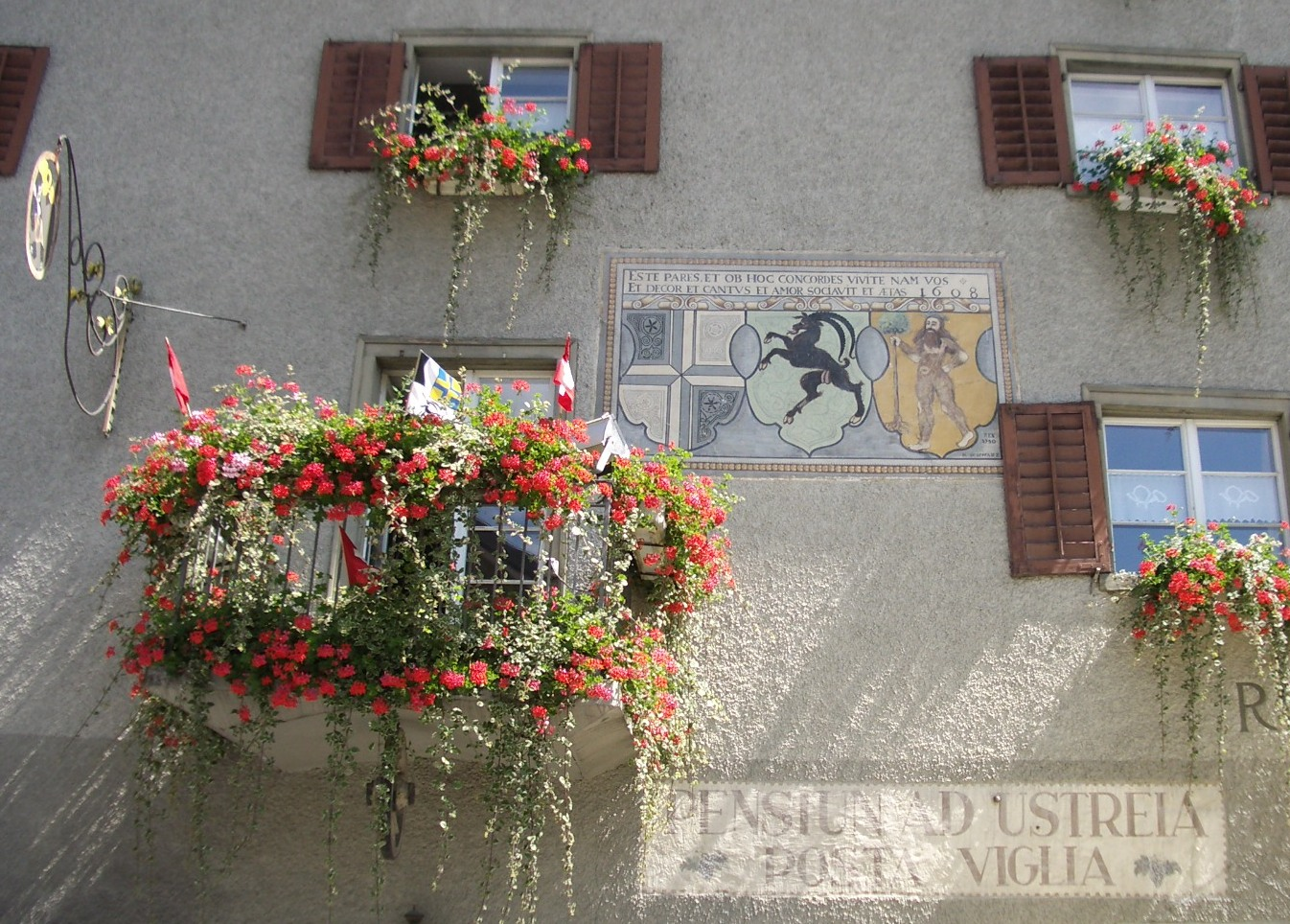
Zillis – Wappen der Drei Bünde von 1608

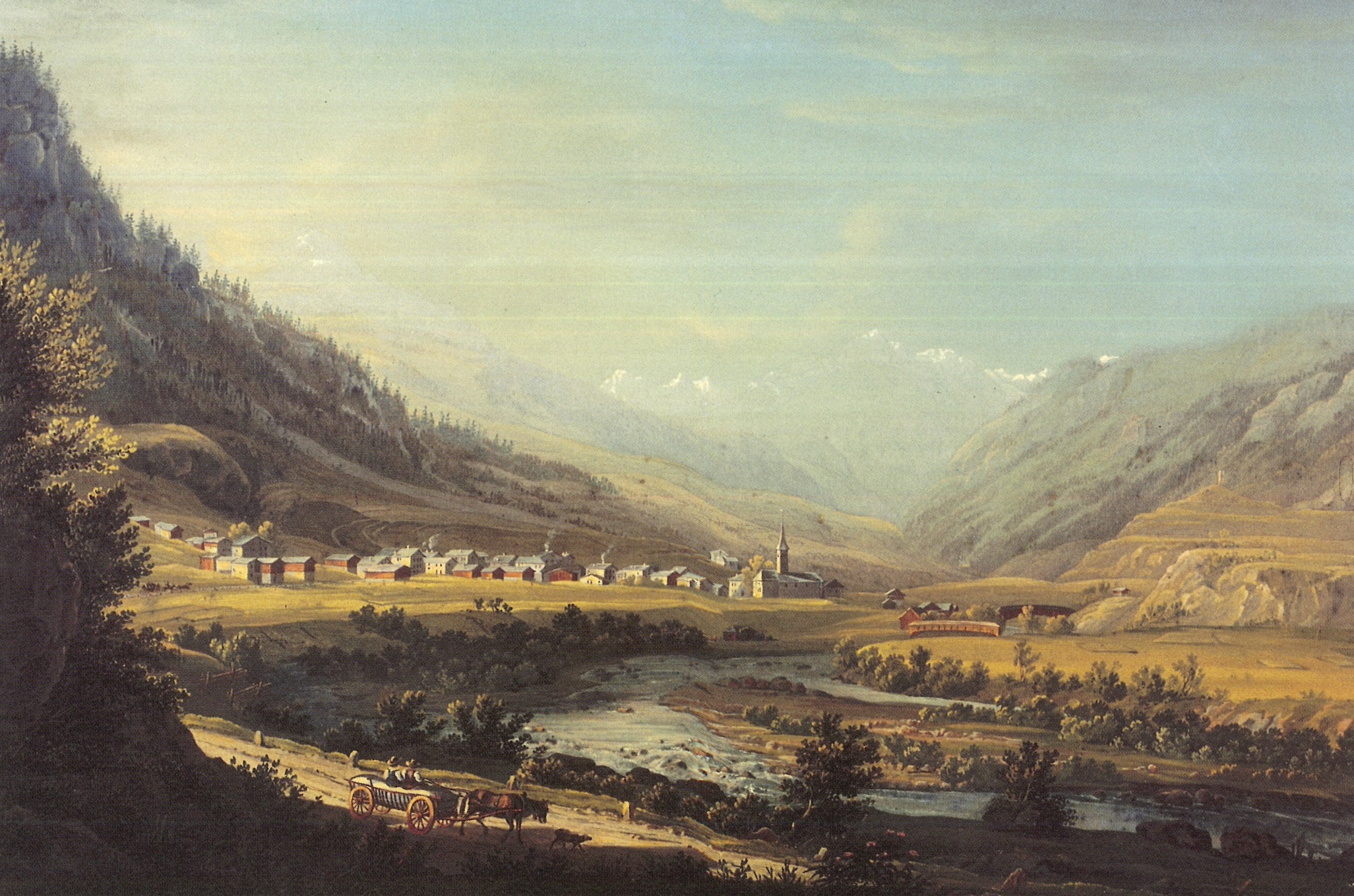
Zillis in der ersten Hälfte des 19. Jahrhunderts

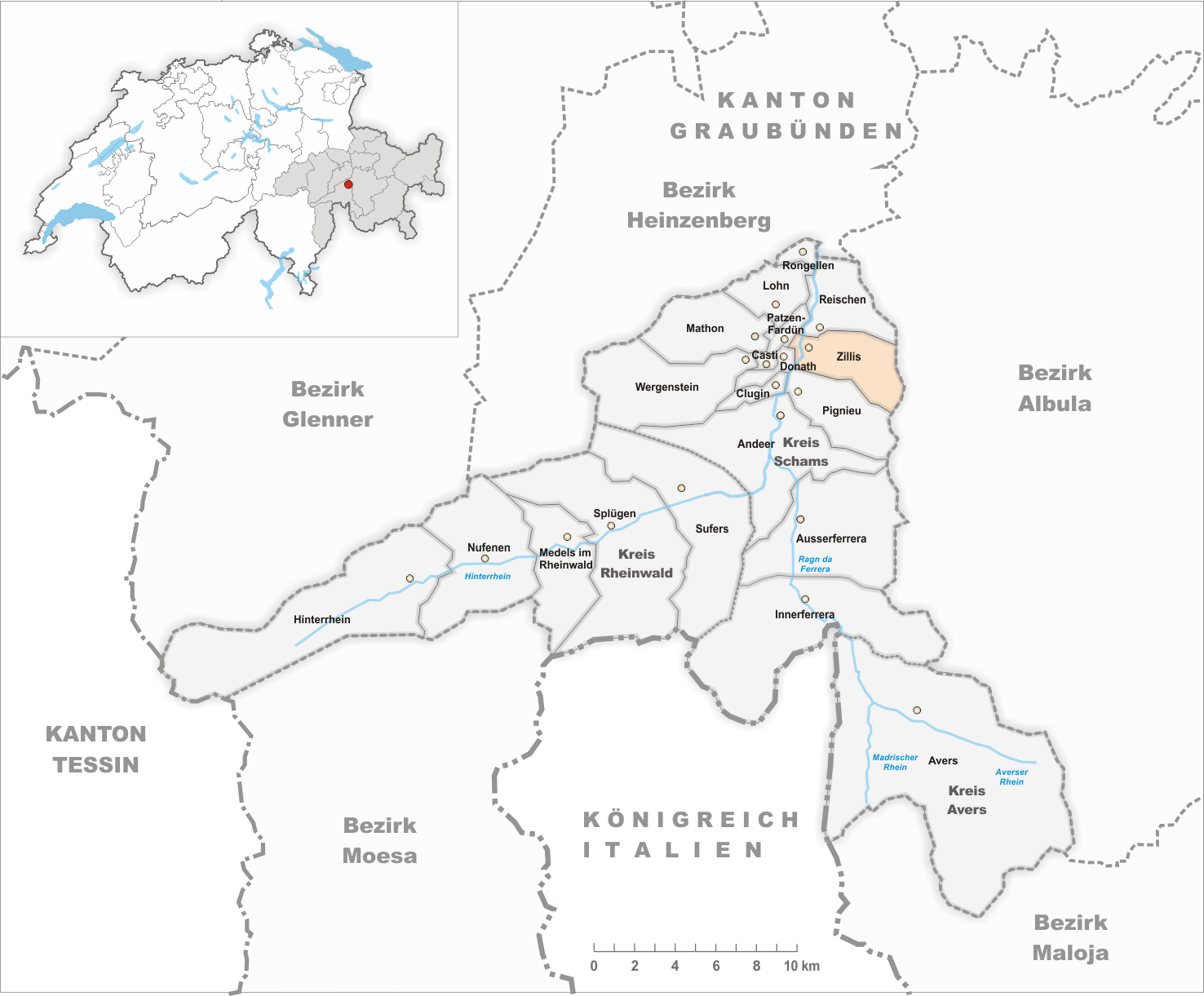
Gemeindestand vor der Fusion am 1. Januar 1875

Der Ort, in der ersten Hälfte des 9. Jahrhunderts als Ciranes bezeichnet, war eine römische Siedlung. Die Kulthöhle Zillis am Südrand des Dorfes Zillis diente vom 2. bis zum 6. Jahrhundert als Kulthöhle. Gräberfunde aus dem 6./7. Jahrhundert sowie ein Münzschatzfund aus der Mitte des 10. Jahrhunderts sprechen gegen die früher postulierte Höhenumgehung der Viamala. Eine erste Kirchenanlage in Zillis stammt von ca. 500, der Dreiapsidensaal aus dem 8. Jahrhundert. Das Churrätische Reichsgutsurbar von ca. 840 erwähnt Königsland der Pfarrkirche St. Martin. Diese bezog die Zehnten der ganzen Landschaft Schams. 940 schenkte König Otto I. dem Churer Bischof die Zilliser Kirche samt ihrem Besitz, zu dem vier Grosshöfe im Schams und äusseren Rheinwald gehörten. 1130 bis 1140 wurde die Kirche St. Martin mit der weltbekannten romanischen Bilderdecke neu angelegt. Von der Burgstelle Hasenstein sind Reste eines Wohnturms in einem Wohnhaus erhalten. Im frühen 13. Jahrhundert war das Schams bereits ausgebautes Siedlungsland mit Viehzucht und Ackerbau.
Mitte 13. Jahrhundert erfolgte die bischöfliche Belehnung der Vazer, deren Herrschaftsrechte später die Werdenberger innehatten und die 1456 an das Bistum zurückgingen. 1458 kaufte das Tal sich aus. 1530 bis 1535 schlossen sich die Bewohner von Zillis der Reformation an. Zillis ist mit Rathaus (1570), Richtstätte, Markt und Sust der historische Hauptort des Tales. Der Transitverkehr Richtung Splügenpass und San Bernardino erlebte nach der Verbesserung des Viamala-Weges 1473 einen ersten, nach dem Bau einer breiten Fahrstrasse 1818 bis 1823 einen weiteren Aufschwung. Bis 1851 war Zillis eine Nachbarschaft der Gerichtsgemeinde Schams und bildete mit Reischen und Rongellen ein kleines Zivilgericht. Nach der Eröffnung des Gotthardtunnels 1882 und der endgültigen Aufgabe des Bergbaus erlebte Zillis eine Wirtschaftskrise und Auswanderungswelle. Ab 1901 wurden Fahrstrassen an den Schamserberg, 1973 wurde mit der Autostrasse A13 die Dorfumfahrung gebaut.

## Bevölkerung
| Jahr      | 1780 | 1900 | 2000 |
| --------- | ---- | ---- | ---- |
| Einwohner | 295  | 263  | 330  |

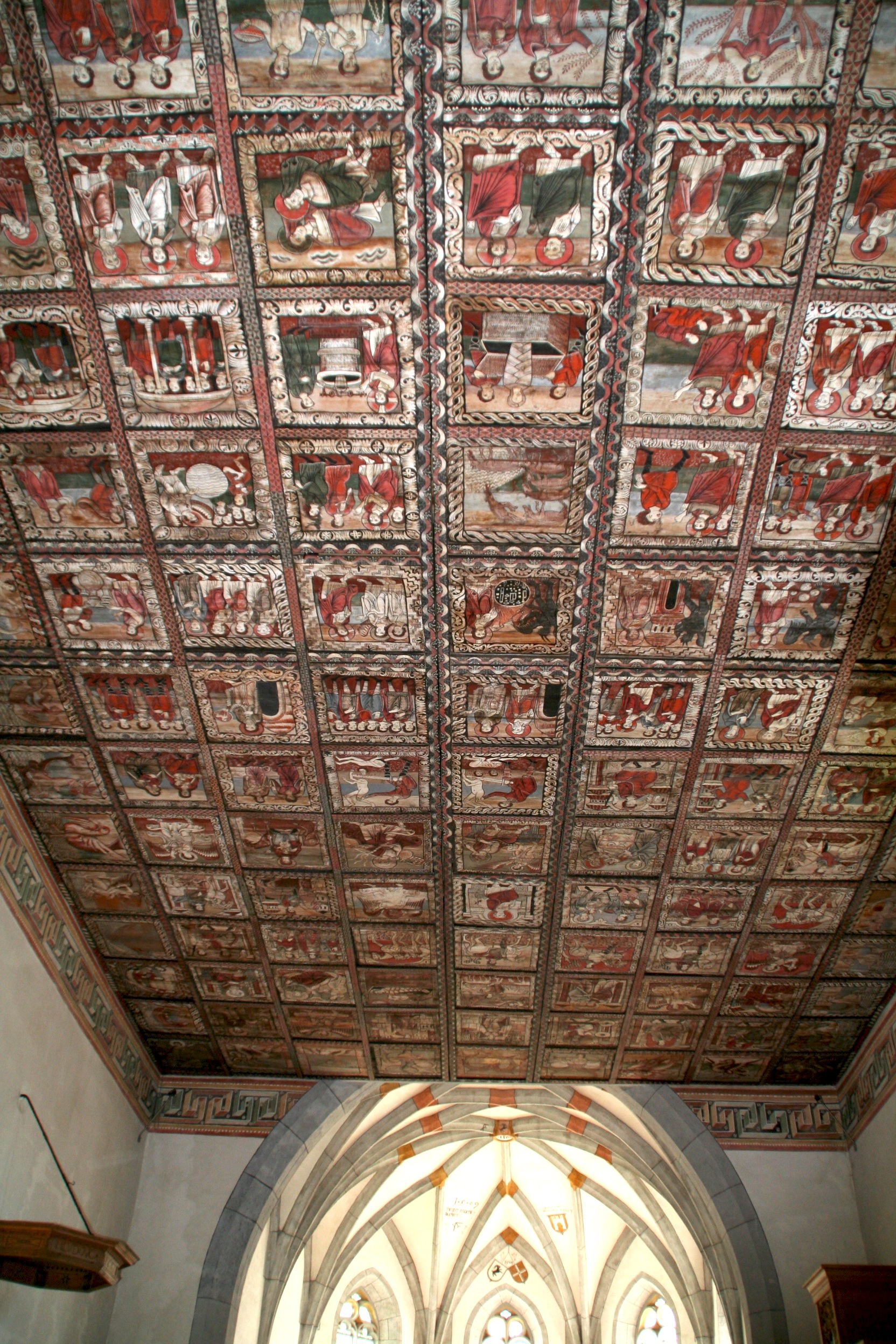
Felderdecke der Kirche St. Martin

Im Jahr 2000 waren 42 Prozent Romanischsprachige in Zillis-Reischen.

## Sehenswürdigkeiten
Die Kirche St. Martin steht im Dorfkern von Zillis. Die Kirche aus dem 12. Jahrhundert ist bekannt wegen der ältesten bemalten Felderdecke Europas. Derentwegen ist die Kirche ein Schweizer Kulturgut von nationaler Bedeutung.